# Bis(triméthylsilyl)acétamide
Pour les articles homonymes, voir BSA.
Le bis(triméthylsilyl)acétamide (ou BSA) est un composé chimique utilisé en chimie analytique pour la substitution de l'atome d'hydrogène d'hydroxyle des composés tels que les alcools, phénols ou acides carboxyliques par des groupes triméthylsilyle, afin d'augmenter leur volatilité pour analyse telle que la chromatographie en phase gazeuse ou la spectrométrie de masse.
C'est aussi une bonne source de groupe triméthylsilyle en tant que groupe protecteur de fonctions.